# 張奎 (正統進士)
張奎（1420年—？），字文明，號焕中，河南汝寧府光州固始縣人，軍籍。明朝政治人物。進士出身。

## 生平
正统九年（1444年）甲子科河南鄉試第五名。正統十三年（1448年）戊辰科會試第六十八名，殿試登進士第三甲第五十五名。景泰元年考选为监察御史，九月赴陕西清理軍政，二年九月往直隶扬州等府清理軍伍，劾奏都督佥事石彪擅令所部百户边贵等越关四百馀里，督种庄田，而酷掠居民，占其土地，且招纳流亡五十馀户匿住于庄，并弹劾其叔父武清侯石亨。天顺元年六月，调任知县。

## 家族
曾祖父張榮。祖父張泰玹。父亲張皞。